# Список серий телесериала «Принцесса слонов»
Ниже приводится список серий австралийского сериала «Принцесса слонов». Премьера 1 сезона в Австралии прошла 13 ноября 2008 года. 2 сезон завершён, премьера состоялась в конце 2010 года.

## Сезоны
|  | 1 сезон | 26 | 13 ноября 2008 | 24 мая 2009 | 3 апреля 2009 | 2 сентября 2009 | 10 марта 2010 |
|  | 2 сезон | 26 | октябрь 2010   | май 2011    | TBA           | TBA             | TBA           |

## Сезон 1
В жизни Алекс Уилсон (Эмили Робинс) появляется экзотические молодой человек по имени Куру (Майлз Санто). Он вместе со слонихой Анеллой приходит в дом девочки и рассказывает, что она принцесса волшебного королевства Манджипур и может использовать магию.
Премьера сезона в Австралии прошла 13 ноября 2008.
| Номер серии | Название, оригинальное название                        | Премьера серии  |
| --- | ------------------------------------------------------ | --------------- |
| 01 | «Судьбоносная дата (Coming of Age)»                    | 13 ноября 2008  |
| В свой 16-й день рождения Алекс Уилсон встречает на своём заднем дворе загадочного парня Куру и слониху Анелу. Куру объясняет Алекс, что она принцесса королевства Манджипур, и он пришёл, чтобы забрать её домой. В Манджипуре Вашан планирует захватить трон кузины. |                                                        |                 |
| 02 | «Не называй меня Принцессой (Don't Call Me Princess)»  | 20 ноября 2008  |
| Алекс узнаёт, что Уилсоны её удочерили. Расстроенная известием, она случайно стирает свою семью из бытия. С помощью Куру она пытается магическими средствами вернуть всё на свои места. |                                                        |                 |
| 03 | «Сезон кроликов (Rabbit Season)»                       | 24 ноября 2008  |
| Друзья Алекс Аманда и JB обнаруживают Анелу. Алекс не остаётся иного выбора, кроме как сказать им, что она — Принцесса Манджипура. Чтобы доказать это, Алекс пытается применить простое заклинание, но что-то идёт не так и задний двор дома Алекс наполняется кроликами. |                                                        |                 |
| 04 | «Куру Гуру (Kuru the Guru)»                            | 25 ноября 2008  |
| Куру приходит в школу Алекс; она хочет помочь ему и сделать его популярным с помощью магии, но его популярность начинает выходить из-под контроля. |                                                        |                 |
| 05 | «Баллада о могуществе (The Powerful Ballad)»           | 26 ноября 2008  |
| Алекс учится с помощью магии поднимать объекты, и дарит немного магии Куру. Куру возвращается в Манджипур и попадает в ловушку Вашана, который хочет узнать больше о своей кузине. Чтобы спастись, Куру использует подарок Алекс, и это имеет необыкновенные последствия для Алекс. |                                                        |                 |
| 06 | «Сделано не в Японии (Not Made in Japan)»              | 27 ноября 2008  |
| Вашану удаётся обратить магию Алекс, из-за чего в доме Алекс оживает японская аниме-кукла. Jb знакомится с этой девушкой-куклой, но она оказывается очень опасной, и Алекс должна найти выход и обратить заклятие до тех пор, пока JB и никто другой не пострадал. |                                                        |                 |
| 07 | «Положись на меня (Lean On Me)»                        | 28 ноября 2008  |
| Алекс приглашена в Манджипур на встречу с консулами; она впервые соглашается отправиться туда. Она также использует магию, чтобы её группа смогла принять участие в конкурсе. Эти два события накладываются, и Алекс выбирает участие в конкурсе. Группа хорошо выступает на конкурсе, но отсутствие Алекс на банкете приводит к увольнению Куру. Алекс едет в Манджипур, чтобы исправить это. |                                                        |                 |
| 08 | «Добро пожаловать в сказку (Welcome to the Fairytale)» | 5 декабря 2008  |
| Алекс, Аманда и JB путешествуют в Манджипуре без Куру. Алекс демонстрирует свою магию и местные жители сначала решают, что она ведьма, затем понимают, что она принцесса. Про прибытие принцессы в Манджипур узнаёт Вашан. |                                                        |                 |
| 09 | «Принцесса Лягушка (Warts and All)»                    | 12 декабря 2008 |
| Алекс использует магию, чтобы выяснить, действительно ли в неё влюблён Маркус; она случайно превращает себя в лягушку. Чтобы заклятие было снято, Алекс должен поцеловать человек, который действительно её любит. Однако становится трудно убедить Маркуса поцеловать скользкую зелёную лягушку.                                                                                              |                                                        |                 |
| 10 | «Эффект бабочки (The Butterfly Effect)»                | 1 февраля 2009  |
| С помощью магии Вашана Дива принимает облик обворожительной блондинки, способной обращаться в бабочку. Проникнув в мир Алекс, Дива представляется Джульеттой, втирается в доверие к Куру и пытается испортить жизнь Алекс. |                                                        |                 |
| 11 | «Поцелуй бабочки (Butterfly Kiss)»                     | 8 февраля 2009  |
| Дива и Вашан хотят использовать личность Джульетты, чтобы разрушить дружбу Алекс и Куру, чтобы Куру не мог помогать принцессе с магией. Алекс начинает ревновать Куру к Джульетте и находит её подозрительной после того, как пропадают королевские руны. |                                                        |                 |
| 12 | «Королева танца (Dancing Queen)»                       | 15 февраля 2009 |
| Алекс пользуется магией, чтобы помочь своей сестре Зоуи выступить в балете, в то время как JB пытается узнать у Куру, сколько стоит одна манджипурская монета. |                                                        |                 |
| 13 | «Дитя судьбы (Destiny's Child)»                        | 22 февраля 2009 |
| Чтобы узнать больше о своей биологической матери, королеве Нефари, Алекс отправляется в Манджипур. Во время посещения мемориала королевы Алекс попадает в засаду Вашана. |                                                        |                 |
| 14 | «Заклинание времени (Time After Time)»                 | 1 марта 2009    |
| Алекс идёт на первое свидание с Маркусом и использует заклинание времени, чтобы сделать каждый момент совершенным. Вашан пытается втереться в доверие Анелы, чтобы попасть в мир Алекс. |                                                        |                 |
| 15 | «С Днём Рождения, Анела! (Happy Birthday Anala)»       | 8 марта 2009    |
| Алекс соглашается принять участие в праздновании Дня Рождения королевской слонихи Анелы в Манджипуре. Праздник заканчивается катастрофой: кражей драгоценного камня Анелы и наказанием Куру. |                                                        |                 |
| 16 | «Большой кабриолет»                                    | 15 марта 2009   |
| Вашан и Дива пытаются понять, как использовать камень Анелы, чтобы попасть в старый мир, в то время как группа Алекс оказывается перед трудными выборами. |                                                        |                 |
| 17 | «Бал-Маскарад (Masquerade Ball)»                       | 22 марта 2009   |
| Алекс с друзьями собираются посетить ежегодный бал-маскарад. Вашану удаётся проникнуть в старый мир. Придя на бал, Вашан использует магию, чтобы вызвать хаос. |                                                        |                 |
| 18 | «Слишком известная (Almost Too Famous)»                | 29 марта 2009   |
| Чтобы не позволить Алекс стать правительницей Манджипура, Вашан с помощью магии превращает её в самую известную в мире рок-звезду. Алекс должна выбрать — оставаться рок-богиней или вернуться к жизни принцессы. |                                                        |                 |
| 19 | «Принцесса Аманда (Princess Amanda)»                   | 4 апреля 2009   |
| Когда Аманда едет в Манджипур за подарком для Алекс на их первый юбилей с Маркусом, жители королевства её принимают за принцессу, думая, что она приняла другой облик. Всё идёт хорошо, пока Аманду не захватывает в плен Вашан, пытаясь навредить ей своей магией. |                                                        |                 |
| 20 | «Драгоценный камень суда (Courtroom Jewel)»            | 12 апреля 2009  |
| Маркус ревнует Алекс к Куру. Вашан обвиняет Омара в краже драгоценного камня Анеллы; задача Алекс и Куру — доказать невиновность Омара. |                                                        |                 |
| 21 | «Радикальные изменения (Sea Change)»                   | 19 апреля 2009  |
| Алекс пропускает сессию звукозаписи из-за того, что ей приходится искать Анелу и Куру. Это имеет катастрофические последствия для её группы и отношений с Маркусом. |                                                        |                 |
| 22 | «Открытие (Revelation)»                                | 26 апреля 2009  |
| После разрыва с группой и с Маркусом Алекс отправляется в Манджипур, чтобы стать принцессой. Эта поездка открывает тайну, которая изменит её мир навсегда. |                                                        |                 |
| 23 | «Это обычная жизнь (It's An Ordinary Life)»            | 3 мая 2009      |
| Узнав о том, кто её настоящий отец, Алекс навсегда отрекается от престола и от магии. Куру готовится вернуться в Манджипур. Дива открывает свой секрет. |                                                        |                 |
| 24 | «Неожиданное прибытие (Unexpected Arrivals)»           | 10 мая 2009     |
| Подготовка к коронации Вашана обрывается, потому что Дива использует магию, чтобы заточить его в подземелье. Пытаясь остановить её, Омар получает серьёзную травму. Омар и Куру едут в старый мир, где Алекс должна решить, следует ли использовать магию, чтобы вылечить Омара. |                                                        |                 |
| 25 | «Колебания (Good Vibrations)»                          | 17 мая 2009     |
| Анела попадает в плен Дивы, из-за этого Алекс и Куру не могут выбраться в старый мир. Алекс приходится искать другой способ пересечь барьер, чтобы спасти Омара и Королевство. |                                                        |                 |
| 26 | «Обыкновенная Алекс Уилсон (Normal Alex Wilson)»       | 24 мая 2009     |
| Дива заточает Алекс, Вашана и Омара в подземелье, украв магию Алекс. Бессильная Алекс надеется, что Куру и другие верные подданные успеют остановить коронацию Дивы и спасти Королевство. |                                                        |                 |

## Сезон 2
2 сезон также состоит из 26 эпизодов, с 27 по 52 серию. Был показан с октября 2010 по май 2011 года в Австралии и Германии. О сроках показа в России пока известно только то, что второй сезон будет показан на канале «Карусель» не ранее февраля 2013 года. Описание появится в продолжении.
| Номер серии | Название             | Дата премьеры |
| ----------- | -------------------- | ------------- |
| 27          | «Враги»              | 2010 год      |
| 28          | «Новобранец»         | 2010 год      |
| 29          | «Плохая репутация»   | 2011 год      |
| 30          | «Влюбиться во врага» | 2011 год      |